# شهره آغداشلو
شُهره آغْداشْلو (با نام تولد پری وزیری‌تبار؛ ۲۱ اردیبهشت ۱۳۳۱) بازیگر ایرانی-آمریکایی است. او برای بازی در فیلم خانه‌ای از شن و مه (۲۰۰۳) نامزد دریافت جایزه اسکار بهترین بازیگر نقش مکمل زن شد. او برای به تصویر کشیدن ساجده طلفاح در مجموعهٔ تلویزیونی خانهٔ صدام (۲۰۰۸) موفق به دریافت جایزهٔ اِمی پرایم‌تایم در رشتهٔ بهترین بازیگر نقش مکمل زن شد.او با منوچهر بی‌بی‌یان بنیانگذار جام جم فارسی در آمریکا همکاری‌های هنری داشت

## زندگی
شهره آغداشلو با نام پری وزیری‌تبار در اردیبهشت ۱۳۳۱ در تهران متولد شد. او نام خانوادگی «آغداشلو» را به خاطر مخالفت خانوادهٔ پدری‌اش با داشتن نام خانوادگی آنان و پس از ازدواج با آیدین آغداشلو انتخاب کرد. آغداشلو پیش از انقلاب ۱۳۵۷، در سه فیلم مطرح آن زمان بازی کرد و با سه کارگردان بزرگ سینمای ایران، عباس کیارستمی، علی حاتمی و محمدرضا اصلانی همکاری داشت. او در بحبوحهٔ انقلاب ۱۳۵۷ ایران و در ژانویهٔ ۱۹۷۹ میلادی و زمانی که هنوز دولت شاپور بختیار بر سر کار بود از ایران خارج شد و از طریق ترکیه به لندن و سپس به لس آنجلس رفت و به اتفاق همسرش، هوشنگ توزیع، در نمایش‌های متعددی بازی کرد. او یک فرزند دارد.
وی، با آن که چندین بار برای اجرای نمایش به دربار دعوت شد و با محمدرضا شاه و فرح دیبا در کاخ نیاوران دیدار کرد، شخصیت شاه را در میان جوانان آن زمان «مردمی» نمی‌داند و سبب این بیگانگی را تحصیلات شاه در سوئیس و نه در دارالفنون ایران می‌پندارد. وی پس از نامزدی جایزهٔ اسکار اقدام به نوشتن زندگینامه و خاطرات خود کرد که در سال ۲۰۱۳ به زبان انگلیسی با عنوان کوچهٔ عشق و یاسمن‌های زرد در آمریکا منتشر شد.

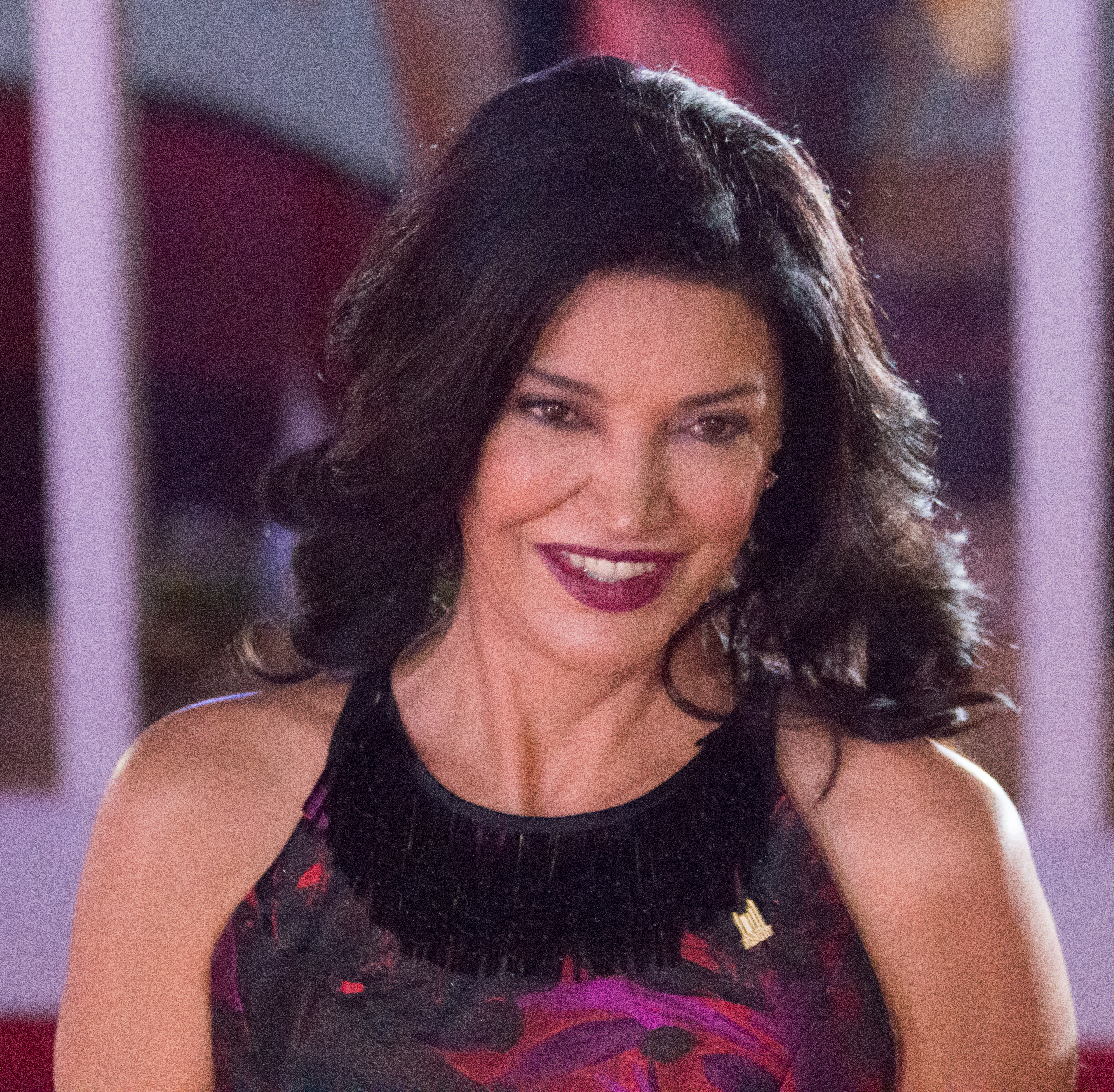
در جشنوارهٔ بین‌المللی فیلم تورنتو ۲۰۱۵

در سال ۲۰۰۰ میلادی آغداشلو برای نخستین‌بار پس از مدت‌ها دوری از سینما در فیلم سینمایی راز بهشت بر پردهٔ سینماهای آمریکا رفت. این فیلم به نویسندگی و کارگردانی کامشاد کوشان نخستین فیلم سینمایی ایرانی به زبان انگلیسی بود که در سینماهای کشور آمریکا نمایش همگانی می‌شد. فیلم راز بهشت به جشنواره‌های بین‌المللی پرشماری دعوت شد؛ از جمله جشنوارهٔ بین‌المللی فیلم قاهره که در آن به عنوان یکی از ۱۰ فیلم برگزیده و دعوت‌شده از کشور آمریکا، در کنار فیلم‌هایی چون پسرها گریه نمی‌کنند و محصور اثر برناردو برتولوچی رقابت کرد.
در سال ۲۰۰۳، آغداشلو نامزد جایزهٔ اسکار بهترین بازیگر نقش مکمل زن برای فیلم خانه‌ای از شن و مه شد. افزون بر آن، چهار جایزهٔ منتخب انجمن منتقدان لس آنجلس، نیویورک، سین‌سیناتی و آن‌لایم را از آن خود کرد.
او در فیلم خانه‌ای از شن و مه نخستین ساختهٔ وادیم پرلمان در کنار بازیگران معروفی چون بن کینگزلی برندهٔ اسکار برای بازی در فیلم گاندی در سال ۱۹۸۲ و جنیفر کانلی برنده اسکار برای بازی در فیلم یک ذهن زیبا در سال ۲۰۰۱ نقش آفرینی کرد. آغداشلو در این فیلم در نقش «نادره» زنی ایرانی و افسرده را بازی می‌کند که به اتفاق همسرش، سرهنگ مهاجر ایرانی (با بازی بن کینگزلی)، در سانفرانسیسکو زندگی می‌کنند و بر سر تصاحب خانه‌ای با صاحب قبلی خانه (با بازی جنیفر کانلی) درگیر می‌شوند.
شهره آغداشلو در سال ۲۰۰۹ میلادی، برای بازی در نقش مکمل زن در سریال خانهٔ صدام، موفق به دریافت جایزهٔ امی شد. او در این مجموعه در کنار ایگال نائور بازیگر اسرائیلی در نقش همسر صدام حسین به ایفای نقش پرداخت.

## فیلم‌شناسی

### فیلم‌های سینمایی
| سال  | نام                                          | نقش                         | توضیحات                                          |
| ---- | -------------------------------------------- | --------------------------- | ------------------------------------------------ |
| ۱۹۷۳ | بهار پشت پنجره                               | دکتر پروانه پرورش           |                                                  |
| ۱۹۷۶ | شطرنج باد                                    | کنیزک                       |                                                  |
| ۱۹۷۷ | گزارش                                        | اعظم فیروزکوهی              |                                                  |
| ۱۹۷۸ | سوته‌دلان                                     | اقدس                        |                                                  |
| ۱۹۸۹ | میهمانان هتل آستوریا                         | پوری کرم نیا                |                                                  |
| ۱۹۹۱ | رها                                          | رها                         |                                                  |
| ۱۹۹۳ | بیست دلار                                    | غاده                        |                                                  |
| ۲۰۰۰ | راز بهشت                                     | پری                         |                                                  |
| ۲۰۰۱ | آمریکای زیبا                                 | بازیگر نقش مکمل زن در تبعید |                                                  |
| ۲۰۰۲ | مریم                                         | هما آرمین                   |                                                  |
| ۲۰۰۳ | تسخیرشده                                     | زن                          |                                                  |
| ۲۰۰۳ | نبض                                          | زن                          |                                                  |
| ۲۰۰۳ | ایران اسرار آمیز: دنیای ناشناخته             | راوی                        |                                                  |
| ۲۰۰۳ | خانه‌ای از شن و مه                            | نادره                       |                                                  |
| ۲۰۰۵ | جن‌گیری امیلی رز                              | دکتر ادیانی                 |                                                  |
| ۲۰۰۵ | بابک و دوستان                                | فرح                         |                                                  |
| ۲۰۰۶ | رویاهای آمریکایی                             | نازنین رضا                  |                                                  |
| ۲۰۰۶ | خانه‌ای روی برکه                              | دکتر آنا کلیچینسکی          |                                                  |
| ۲۰۰۶ | مردان ایکس: آخرین ایستادگی                   | کاویتا رائو                 |                                                  |
| ۲۰۰۶ | داستان تولد                                  | الیصابات                    |                                                  |
| ۲۰۰۸ | خواهری از سفر آرزوها ۲                       | نسرین مهینی                 |                                                  |
| ۲۰۰۸ | سنگسار ثریا م.                               | زهرا                        |                                                  |
| ۲۰۱۰ | اداره تعدیل                                  |                             |                                                  |
| ۲۰۱۰ | بازی نه                                      | خاله لیلا                   |                                                  |
| ۲۰۱۱ | ایرانیوم                                     | راوی                        |                                                  |
| ۲۰۱۱ | درون                                         | دکتر لوفتون                 |                                                  |
| ۲۰۱۲ | زندگی عجیب تیموتی گرین                       | اوت اونات                   |                                                  |
| ۲۰۱۳ | ابریشم                                       | رانی                        |                                                  |
| ۲۰۱۴ | گلاب                                         | مولوجون                     |                                                  |
| ۲۰۱۴ | هنوز اینجا                                   | فرزانه                      |                                                  |
| ۲۰۱۵ | آخرین شوالیه‌ها                               | ماریا                       |                                                  |
| ۲۰۱۵ | سپتامبرهای شیراز                             | حبیبه                       |                                                  |
| ۲۰۱۶ | فراتر از پیشتازان فضا                        |                             |                                                  |
| ۲۰۱۶ | اسب‌های پنجره‌ای                               | مهرناز                      |                                                  |
| ۲۰۱۶ | قول                                          | مارتا                       |                                                  |
| ۲۰۱۸ | یک ازدواج ساده                               | زیبا حسینی                  |                                                  |
| ۲۰۱۹ | کوبایی                                       | بانو ایوب                   |                                                  |
| ۲۰۲۰ | بدو عزیزم بدو                                |                             |                                                  |
| ۲۰۲۱ | شکارچیان روح: افترلایف                       | گوزر گوزری                  | صداپیشه؛ نقش مشترک با اولیویا وایلد و اما پورتنر |
| ۲۰۲۳ | رنفیلد                                       | Bellafrancesca Lobo         |                                                  |
| ۲۰۲۴ | دوشیزه                                       | دراگون (صدا)                | [ ۹ ]                                            |
| ۲۰۲۴ | Man and Witch: The Dance of a Thousand Steps | The Wise Woman              |                                                  |
| ن/م  | The Alchemist                                |                             | [ ۱۰ ]                                           |

### مجموعهٔ‌های تلویزیونی
| سال               | نام                             | نقش                           | توضیحات                                    |
| ----------------- | ------------------------------- | ----------------------------- | ------------------------------------------ |
| ۱۹۹۰              | ماتلاک                          | فروشنده                       | قسمت: "هیچ جا برای برگشتن"                 |
| ۱۹۹۳              | مارتین                          | ملیکا                         | قسمت: "جرم در خانه است"                    |
| ۲۰۰۱              | حومه هندوراس                    | زرشک                          | قسمت ۲                                     |
| ۲۰۰۴              | سرویس مخفی                      | لیلا روان                     |                                            |
| ۲۰۰۵              | ۲۴                              | دینا آراز                     | ۱۲ قسمت                                    |
| ۲۰۰۶              | اسمیت                           | چارلی                         | ۷ قسمت                                     |
| ۲۰۰۶              | ویل و گریس                      | پَم                            | قسمت: "کابوها و ایرانیان"                  |
| ۲۰۰۶              | جورج کنجکاو                     | فروشنده کلاه                  | قسمت: "کلاه زردِ تمیز و عالی"               |
| ۲۰۰۶              | بخش فوریت‌های پزشکی              | خانم رضا کارداتای             | قسمت: "گمشده در آمریکا"                    |
| ۲۰۰۷              | آناتومی گری                     | دکتر هلن کرافورد              | قسمت: "اسکار و سوغاتی"                     |
| ۲۰۰۸              | خانه صدام                       | ساجده طلفاح                   | ۴ قسمت                                     |
| ۲۰۰۹              | فلش فوروارد                     | نادرا اودایا                  | ۳ قسمت                                     |
| ۲۰۱۱              | نظم و قانون: واحد قربانیان ویژه | کارآگاه                       | قسمت: "کثیف"                               |
| ۲۰۱۱              | دکتر هاوس                       | افسون حمیدی                   |                                            |
| ۲۰۱۱              | ان‌سی‌آی‌اس                        | مریم باوالی                   | قسمت: "بندرگاه امن"                        |
| ۲۰۱۲              | پورتلندیا                       | نیلوفر جمشیدی                 | قسمت: "عروسی باحال"                        |
| ۲۰۱۲              | دکتر اوباش                      | دکتر لورن بیلور               | ۳ قسمت                                     |
| ۲۰۱۳              | گریم                            | استفانیا وادووا پوپسکو        | ۷ قسمت                                     |
| ۲۰۱۴              | باور                            | خانم دلکش                     | قسمت: "اصل و نسب"                          |
| ۲۰۱۴              | استخوان‌ها                       | آزیتا وزیری                   |                                            |
| ۲۰۱۴              | اسکورپیون                       | دکتر کاساندرا دیویس           | قسمت: "رنگ واقعی"                          |
| ۲۰۱۵              | ابتدایی                         | لیلیان بلروز                  |                                            |
| ۲۰۱۵–۲۰۲۲         | گستره                           | کریسژن آواسارالا              | ۶ فصل (نقش اصلی)                           |
| ۲۰۱۶              | مروارید                         | آرلین                         |                                            |
| ۲۰۱۷              | مجازاتگر                        | فرح مدنی                      | ۴ قسمت                                     |
| ۲۰۱۹              | برانگیختن                       | فاطیما                        | ۳ قسمت                                     |
| ۲۰۱۸              | کیتی گربه نیست                  | کیتی                          |                                            |
| ۲۰۲۱              | آرکین                           | مجری                          | ۴ قسمت                                     |
| ۲۰۲۱              | The Expanse: One Ship           | Chrisjen Avasarala            | ۱ قسمت                                     |
| ۲۰۲۲              | خدمه پرواز                      | برندا                         | ۵ قسمت                                     |
| ۲۰۲۲              | آرچر                            | ClandestiCon Host             | صداپیشه، قسمت: "The Big Con"               |
| ۲۰۲۳              | پاندای کونگ‌فوکار: شوالیه اژدها  | فروزان                        | صداپیشه، ۱۳ قسمت                           |
| ۲۰۲۳              | Mrs. Davis                      | مریم باکره                    | قسمت: "Great Gatsby 2001: A Space Odyssey" |
| ۲۰۲۴              | چاد                             | زهرا                          | قسمت: "مامان بزرگ"                         |
| ۲۰۲۴              | WondLa                          | Darius                        | صداپیشه، قسمت: "Chapter 4: Ghosts"         |
| ۲۰۲۴              | پنگوئن                          | نادیا مارونی                  | [ ۱۲ ]                                     |
| ۲۰۲۵              |                                 |                               |                                            |
| کماندوهای هیولایی | مادام گیورو                     | صداپیشه، قسمت ۶ «رفیق اسکلتی» |                                            |
| چرخ زمان          | الایدا ارویهان                  | فصل ۳                         |                                            |

### گویندگی

#### بازی‌های ویدئویی
| سال  | بازی                 | کاراکتر                  |
| ---- | -------------------- | ------------------------ |
| ۲۰۱۰ | تأثیر فراگیر ۲       | دریاسالار شولاران تومبوی |
| ۲۰۱۲ | تأثیر فراگیر ۳       | دریاسالار شولاران تومبوی |
| ۲۰۱۴ | سرنوشت               | لاکشمی-۲                 |
| ۲۰۱۷ | سرنوشت ۲             | لاکشمی-۲                 |
| ۲۰۲۲ | داستان بیستون        | راوی                     |
| ۲۰۲۲ | اساسینز کرید والهالا | روشن                     |
| ۲۰۲۳ | اساسینز کرید سراب    | روشن                     |
| ۲۰۲۳ | آرا: تاریخ ناگفته    | راوی                     |

#### پویانمایی
| سال  | فیلم                           | کاراکتر   |
| ---- | ------------------------------ | --------- |
| ۲۰۰۸ | سیمپسون‌ها                      | مینا      |
| ۲۰۱۳ | دریای هیولاها                  | اوراکل    |
| ۲۰۱۶ | اسب‌های پنجره‌ای                 | مهرناز    |
| ۲۰۱۹ | نگهبانان شیردل                 | ملکه جانا |
| ۲۰۲۳ | پاندای کونگ‌فوکار: شوالیه اژدها | فروزان    |

#### دِکلَمه
| سال  | اثر             | خواننده                                              |
| ---- | --------------- | ---------------------------------------------------- |
| ۲۰۰۳ | آلبوم رومی      | داریوش اقبالی، رامش و فرامرز اصلانی                  |
| ۲۰۱۲ | آلبوم از قلب من | لیلا فروهر                                           |
| ۲۰۲۲ | دوباره          | گوگوش، لیلا فروهر، شهرزاد سپانلو، دریا دادور و سوگند |

### نمایش‌ها
- قوی تر
- چرخ فلک
- گلدونه خانم
- بانویی می‌میرد
- موضوع جدی نیست
- شبیخون
- آیینه
- هفت رنگ
- کافه اکبر آقا نوستالژی
- بوی خوش عشق
- سهم ما از خانه پدری
- امیر ارسلان ۲۰۰۰

### تهیه‌کننده
- تهیه برنامه «زیر آسمان کبود» در تلویزیون ایران
- تهیه برنامه رادیویی «صدا و نوای ایران» پخش از کانال بین‌المللی سراسری آمریکا

## جوایز و افتخارات
| سال  | جایزه                             | رده                       | اثر نامزد شده     | نتیجه |
| ---- | --------------------------------- | ------------------------- | ----------------- | ----- |
| ۲۰۰۳ | جایزه ایندیپندنت اسپیریت          | حمایت از زنان             | خانه‌ای از شن و مه | برنده |
| ۲۰۰۳ | جایزه اسکار                       | بهترین بازیگر مکمل زن     | خانه‌ای از شن و مه | نامزد |
| ۲۰۰۳ | جایزه حلقه منتقدان فیلم ونکوور    | بهترین بازیگر زن          | خانه‌ای از شن و مه | نامزد |
| ۲۰۰۳ | جایزه انجمن منتقدان پخش‌کننده فیلم | بهترین بازیگر نقش مکمل زن | خانه‌ای از شن و مه | نامزد |
| ۲۰۰۳ | جایزه انجمن منتقدان فیلم آنلاین   | بهترین بازیگر نقش مکمل زن | خانه‌ای از شن و مه | برنده |
| ۲۰۰۳ | جایزه حلقه منتقدان فیلم نیویورک   | بهترین بازیگر نقش مکمل زن | خانه‌ای از شن و مه | برنده |
| ۲۰۰۳ | جایزه انجمن منتقدان فیلم لس آنجلس | بهترین بازیگر نقش مکمل زن | خانه‌ای از شن و مه | برنده |
| ۲۰۰۵ | جایزه ستلایت                      | بهترین بازیگر نقش مکمل زن | ۲۴                | نامزد |
| ۲۰۰۷ | جایزه دستاورد شغلی آرپا           | بهترین بازیگر زن          |                   | برنده |
| ۲۰۰۸ | جایزه امی                         | بهترین بازیگر مکمل زن     | خانه صدام         | برنده |
| ۲۰۱۳ | جایزه جشنواره فیلم نور            |                           |                   | برنده |